# Караяшник (Воронежская область)
Караяшник — слобода в Ольховатском районе Воронежской области России.
Административный центр Караяшниковского сельского поселения.

## География

### Улицы
- ул. Зелёная
- ул. Казачья
- ул. Молодёжная
- ул. Почтовая
- ул. Садовая
- ул. Строителей
- ул. Тенистая
- ул. Тополиная
- ул. Центральная
- ул. Школьная

## История
Слобода основана во второй половине XVIII века крестьянами села Черкасская Тростянка (в настоящее время — село Хохол-Тростянка Острогожского района). Первоначально называлась — хутора Караичные. Входила в состав Острогожского и Россошанского (1923—1928) уездов.
В 1849 году в Караяшнике была построена каменная Митрофановская церковь. В 1885 году в слободе появилось училище. В 1900 году здесь имелось шесть общественных зданий, земская школа, церковно-приходская школа, школа грамоты, четыре мелочные и одна винная лавки.

## Население
| 1859 | 1897  | 1900  | 1926  | 2007 | 2010 | 2012 |
| ---- | ----- | ----- | ----- | ---- | ---- | ---- |
| 1178 | ↗1928 | ↗2003 | ↘1922 | ↘651 | ↘621 | ↗626 |

Выписка из справочника «IX. Воронежская губерния. Список населенных мест по сведениям 1859 года»:
Слобода казачья Караяшник при рч. Ольховатке. Острогожский уезд. От уезд. города 60, От станов. кварт. 60 по Ростовскому скотопрогонному тракту. Дворов 157. Мужчин 564, Женщин 614. Церковь православная.
В ГАВО (Воронеж) имеется «Коллекция метрических книг церквей Воронежской губернии.»(Фонд №И-331), Метрические книги Острогожского уезда за 1850—1923 гг. Одно из которых «Митрофановская церковь слобода Караяшник о рождении о браке о смерти за 1896—1911 гг.»

## Достопримечательности
- В июле 1942 года — январе 1943 года слобода была оккупирована немецко-фашистскими войсками. В 1968 году воинам односельчанам, погибшим в годы Великой Отечественной войны, был открыт памятник-обелиск.
- В мае 2004 года по инициативе Главы Караяшниковского сельского поселения рядом с памятником были установлены мемориальные плиты, на которых высечены имена 391 воина погибшего в годы войны.
- 20 августа 2012 года в слободе был установлен поклонный крест в память о первом храме слободы Караяшник, освященным 24 декабря 1849 года.
- В апреле 1996 года в Караяшниковской СОШ был открыт краеведческий музей «ВИТЯЗЬ».
- Памятник архиепископу Дмитрию Самбикину[6].